# 日本伝統文化振興財団
公益財団法人日本伝統文化振興財団（こうえきざいだんほうじん にほんでんとうぶんかしんこうざいだん）は、日本の公益法人である。英語表記は、Japanese Traditional Culture Promotion & Development Organizationであり、略してJTCOとも表記される。

## 沿革
1993年（平成5年）ビクター エンタテインメント株式会社（現：株式会社JVCケンウッド・ビクターエンタテインメント）を基金元として「財団法人ビクター伝統文化振興財団」を設立。2005年（平成17年）7月「財団法人日本伝統文化振興財団」に改称。2011年（平成23年）6月1日に内閣府の認定を受け「公益財団法人日本伝統文化振興財団」となり、2020年（令和2年）現在に至る。

## 概要
無形文化の国内外における普及・振興を図り、もって我が国の文化の向上、発展に寄与することを目的とする。日本の伝統文化・民俗芸能の調査・記録・保存・公開を通じた公益事業に加え、伝統を未来に活かす「音源アーカイブ」設立と教育・芸術ジャンルへのレコードメーカーの枠組みを超えた取組みを行っている。
伝統芸能については、邦楽技能者オーディションを行っている他、日本伝統文化振興財団賞、中島勝祐創作賞を設け、顕彰事業を行っている。
また、SPレコードの音源の保存、公開、伝承を目的とした「歴史的音盤アーカイブ推進協議会 Historical Records Archive Promotion Conference」 （略称HiRAC ハイラック）が、2007年4月27日に設立され、社団法人日本音楽著作権協会（JASRAC）、社団法人日本芸能実演家団体協議会（芸団協）、特定非営利活動法人映像産業振興機構（VIPO）、社団法人日本レコード協会（RIAJ）とともにHiRACの設立に参加し、国立国会図書館の資料として38,730件が収録され、そのうち著作権及び著作隣接権の保護期間満了が確認された800件ほどの音源は、国立国会図書館のWebサイト「れきおん」を通じて聴けるようになっている。
アイヌ・北方民族の芸能の保存にも取り組んでおり、アイヌ文化の継承と発展を目的に『萱野茂のアイヌ神話集成』を発表。2008年度（平成10年度）に第52回毎日出版文化賞と文化庁芸術祭第14回芸術作品賞を受賞した。
その他、教材・メディアの制作・販売、主催公演事業等を行っており、伝統芸能やクラシック音楽に携わる者たちにとっての貢献は大きい。

## 役員
常勤役員のみ記した。他の役員は外部リンクを参照のこと。（2019年8月31日現在）
- 理事長 藤本草（前（公財）日本伝統文化振興財団会長）※野上彰 (文学者)（本名：藤本登）の長男で邦楽プロデューサー
- 専務理事 大野壽子（（公財）日本伝統文化振興財団常務理事）
- 理事・事務局長 吉田真由美（（公財）日本伝統文化振興財団職員）
- 理事 川口洋志雄（（公財）日本伝統文化振興財団専務理事）